# Manuel Gual
 Manuel Gual (La Guaira, Capitanía General de Venezuela, 1759 — San José de Oruña, Trinidad, Indias Occidentales Británicas, 25 de octubre de 1800) fue un militar y político venezolano que participó junto a José María España en una conspiración fallida en contra del dominio colonial español.

## Biografía
Nació en La Guaira en 1759. Se sabe que sus padres fueron el coronel español Mateo Gual Puello y la criolla Josefa Inés Curvelo e Ibieta. Su progenitor fue un distinguido militar que ejerció cargos de responsabilidad, como Gobernador de la provincia de Cumaná y Comandante de La Guaira y Puerto Cabello. Manuel Gual siendo muy joven fue incorporado como Cadete al "Batallón Veterano de Caracas", para 1777 ostentaba el grado de Subteniente.
Aficionado a la lectura de obras filosófica y políticas y en contacto con personas que llegaban de Europa, logró adquirir mediante ilustración. En las "Sociedades secretas", encontró información sobre los acontecimientos de Francia y las ideas liberales que comenzaban a extenderse por todo el mundo. 
En la época en que vivió Gual, en Venezuela no funcionaban todavía logias masónicas propiamente dichas. Las mencionadas Sociedades secretas, donde se reunían periódicamente y en forma furtiva, las personas de ideas liberales, eran una especie de centros filosóficos, donde se discutían problemas relacionados con la libertad y la justicia. Estas Sociedades secretas, fueron establecidas por españoles y criollos, que habían visitado Francia o que tuvieron contacto con intelectuales que seguían las enseñanzas de los "enciclopedistas". 
Gual frecuentaba esas Sociedades secretas, en las cuales se predicaban los principios de la francmasonería, que desde la conferencia de Londres en 1717, se habían difundido por toda Europa. Por esa razón el nombre de este prócer ha sido incluido entre las figuras masónicas del pasado.
De acuerdo con el testimonio de sus compañeros de armas, poseía una gran cultura general, ya que entre otras cosas dominaba el francés y el inglés, además de ejecutar el violín con maestría. Aunque vivía alejado de Caracas, en la localidad de Santa Lucía (hoy estado Miranda), frecuentemente viajaba a dicha ciudad y al puerto de La Guaira, donde se reunía con amigos. En una de estas reuniones periódicas sostenidas con José María España en Macuto se fue preparando el plan conspirativo, que tuvo a Gual como comandante militar del movimiento y presidente de la República por establecer. En este sentido, fue él quien diseñó la bandera que habría de adoptarse y el plan general militar y político a implementarse.

## Conspiración de Gual y España
El 15 de julio de 1797, la conspiración fue revelada ante el capitán general Pedro Carbonell, siendo designado Antonio Fernández de León para que se trasladara a la hacienda de Gual en Santa Lucía, con la finalidad de incautar los papeles relacionados con la insurrección y traerlo preso a Caracas. Gual, quien había sido advertido a tiempo por un recado que le envió su hermano, se trasladó en secreto a Caracas y de ahí a La Guaira, donde supo que José María España había logrado huir hacia los montes de Uria y luego a Caracas. En Camurí Chico se encontraron Gual y España, quienes se embarcaron juntos para la isla de Curazao. En esta colonia holandesa fueron recibidos por los hermanos Manuel y Felipe Piar, curazoleños que días antes habían sido expulsados de La Guaira por simpatizar con la revolución.

## Muerte de Gual
Poco a poco la situación de Gual se hizo más difícil, ya que las autoridades españolas estrecharon el cerco en torno a su persona. Espías al servicio de la Corona lo vigilan noche y día, por lo que tiene que adoptar el nombre de " Moseiur Bourdon" para disfrazar su identidad. A principios de 1800 su salud se ve muy afectada por problemas intestinales, pero se sobrepone a ellos para viajar a la isla de Saint Thomas (entonces colonia danesa) en busca de armas y de voluntarios que quieran participar en sus proyectos. Sin embargo, sólo consigue dos jóvenes que lo acompañan a la isla de Trinidad ocupada por los ingleses en 1797. 
Aunado a esto se suma la frialdad con la que empezó a tratarlo el gobernador inglés Thomas Picton y con los obstáculos que comenzó a poner en su camino. En septiembre de 1800, un amigo y compañero de causa, de nombre Juan Monaira, muere en circunstancias extrañas, llegando a circular el rumor de que había sido envenenado por un espía español; el cual también se cree que mató a Gual el 25 de octubre de 1800.